# Lukáš Kraus
Lukáš Kraus (České Budějovice, 6 maggio 1984) è un ex cestista ceco.
Alto 200 cm, giocava come ala grande.

## Carriera
Con la Rep. Ceca ha disputato i Campionati europei del 2007.